# Abutre-de-cabeça-vermelha
O abutre-de-cabeça-vermelha (Sarcogyps calvus) é um abutre do Velho Mundo encontrado principalmente no subcontinente indiano, com pequenas populações disjuntas em algumas partes do Sudeste Asiático.

## Descrição
É um abutre de tamanho médio, com 76 a 86 cm de comprimento, pesando de 3,5 a 6,3 kg e com uma envergadura de cerca de 1,99 a 2,6 m. Tem uma cabeça nua proeminente: vermelho-escuro a laranja no adulto, vermelho mais pálido no jovem. Seu corpo é preto com uma faixa cinza-clara na base das penas de voo. Os sexos diferem na cor da íris: os machos têm uma íris mais pálida e esbranquiçada, enquanto nas fêmeas ela é marrom-escura.

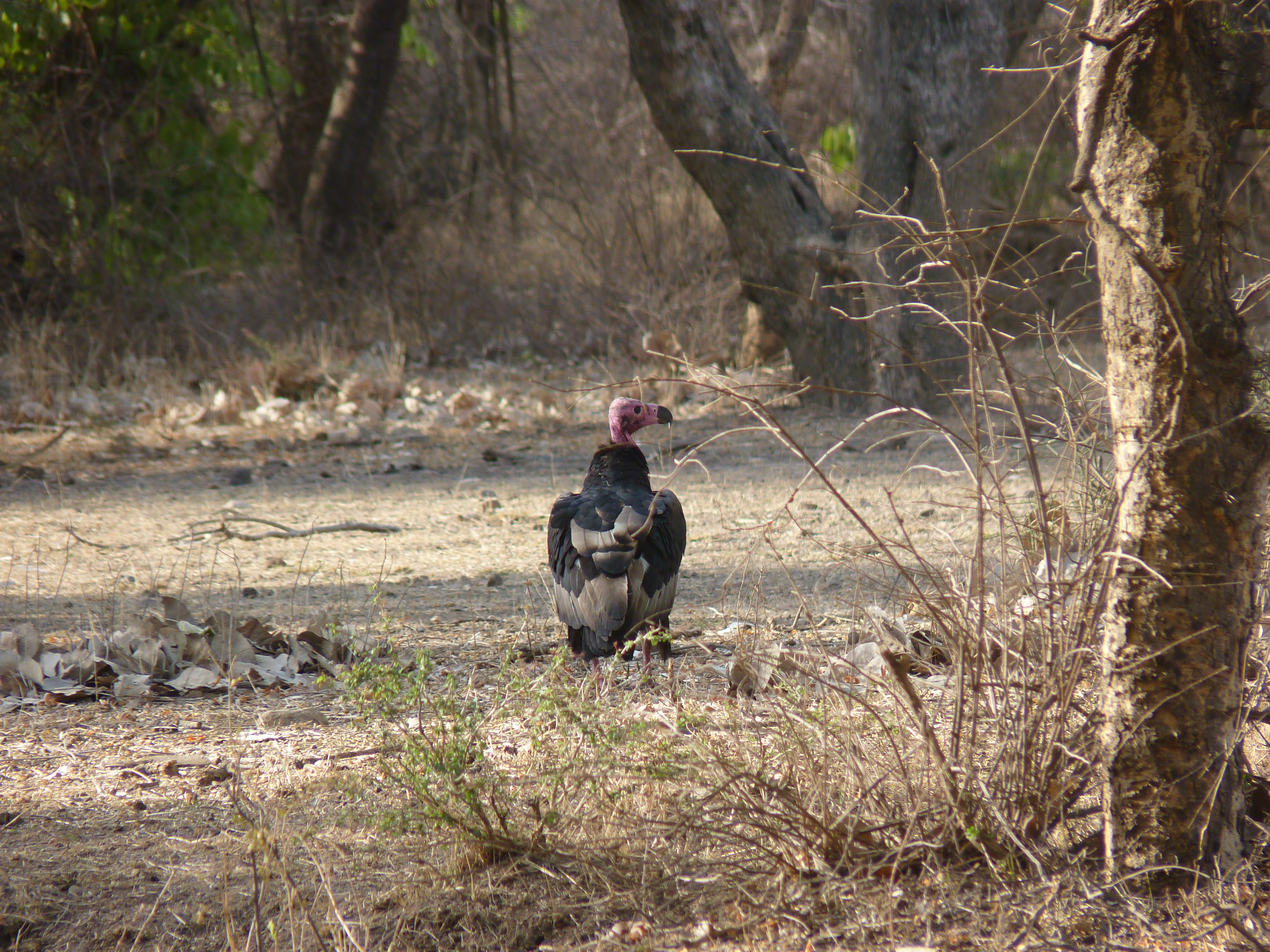
Fêmea de abutre-de-cabeça-vermelha no en.

O abutre-de-cabeça-vermelha é muito semelhante em aparência ao seu parente maior, o abutre-real, na África e na Arábia, sendo até mesmo historicamente colocado no gênero Torgos.

## Taxonomia e sistemática
Esta é uma espécie de abutre do Velho Mundo encontrada no subcontinente indiano. Não tem subespécies.

## Distribuição e habitat
Historicamente, esse abutre era abundante, com ampla distribuição no subcontinente indiano e também no leste do centro-sul e sudeste da Ásia, estendendo-se da Índia até Singapura. Atualmente, a área de distribuição do abutre-de-cabeça-vermelha está localizada principalmente no norte da Índia. Geralmente, ele se encontra em campo aberto e em áreas cultivadas e semidesérticas. Também pode ser encontrado em florestas decíduas, sopés de montanhas e vales de rios. Geralmente, é encontrado a uma altitude de até 3.000 m do nível do mar.

## Status de conservação
O abutre-de-cabeça-vermelha costumava estar em declínio, mas de forma lenta; em 2004, a espécie foi elevada à categoria de quase ameaçada, passando de pouco preocupante, pela IUCN. No entanto, o uso generalizado de anti-inflamatórios não esteroides (diclofenaco) na medicina veterinária na Índia causou o colapso de sua população nos últimos anos. O diclofenaco é um composto conhecido atualmente por ser extremamente venenoso para os abutres. A população de abutres-de-cabeça-vermelha caiu pela metade a cada dois anos desde o final da década de 1990, e o que antes era uma espécie abundante, com centenas de milhares de indivíduos, chegou perigosamente perto da extinção em menos de duas décadas. Consequentemente, ela foi elevada à categoria de perigo crítico de extinção na Lista Vermelha da IUCN de 2007.
Descobriu-se que vários anti-inflamatórios não esteroides são prejudiciais às aves necrófagas. O diclofenaco, o carprofeno [en], a flunixina [en], o ibuprofeno e a fenilbutazona foram associados à mortalidade. Até o momento, o meloxicam foi considerado “seguro para abutres” e seu uso no tratamento veterinário de animais está sendo incentivado.
O abutre-de-cabeça-vermelha tem se tornado cada vez mais difícil de encontrar devido à caça. Em lugares como o Camboja, foram implementados programas especiais para apoiar espécies de abutres em perigo crítico de extinção. Evidências mostraram que os caçadores começaram a usar venenos em suas práticas de caça. A análise populacional indica que, desde 2010, as populações do grifo-bengalense (Gyps bengalensis) e do abutre-de-cabeça-vermelha (Sarcogyps calvus) diminuíram, enquanto o abutre-de-bico-estreito (Gyps tenuirostris) também pode ter começado a diminuir desde 2013.
Em uma avaliação feita em 2021, foi avaliado que há 2500-9999 indivíduos maduros na natureza.

## Ameaças

### Toxinas farmacêuticas e diclofenaco
Um fator significativo no rápido declínio das populações de abutres-de-cabeça-vermelha desde o século XXI é o diclofenaco, um anti-inflamatório não esteroide farmacêutico usado para tratar animais de criação. Essa substância se mostrou altamente tóxica para os abutres, levando à mortalidade por insuficiência renal e gota visceral. Descobertas recentes indicam que as populações de abutres-de-cabeça-vermelha na Índia mostraram sinais de recuperação após a proibição do diclofenaco, o que sugere os efeitos adversos do medicamento sobre a espécie.

### Atividades humanas
A mortalidade acidental ocorre no Camboja devido ao uso generalizado de venenos para a captura de peixes ou aves aquáticas em poços de água. O envenenamento intencional para uso baseado em crenças também foi relatado no Camboja. Além disso, o corte de árvores para nidificação, a eletrocussão e as colisões com linhas elétricas são ameaças em potencial à espécie.

### Competição entre espécies de abutres
No ecossistema compartilhado, as espécies dominantes de abutres têm uma vantagem competitiva na limpeza de carcaças. Normalmente, elas superam o abutre-de-cabeça-vermelha no acesso aos recursos alimentares, o que pode levar à escassez de alimentos para a espécie. Como resultado, o abutre-de-cabeça-vermelha pode ter acesso limitado a oportunidades de alimentação adequadas, o que pode afetar sua sobrevivência e contribuir para o declínio de sua população.